# Fiend Force Records
Fiend Force Records (auch Fiendforce Records) ist ein deutsches Plattenlabel mit Sitz in Köln und Hamburg, das 2003 gegründet wurde. Es bezeichnet sich selbst als „Home of Horrorpunk“. Nach der Schließung 2014, gab Thorsten Wilms 2021 die Neugründung des Labels bekannt.

## Unternehmensgeschichte
2003 gründeten Thorsten Wilms, der Sänger der Horrorpunk-Bands Ghouls und The Other, und Jonas „Paddy“ Nitzsche das Label Fiend Force Records als erstes Horrorpunklabel Europas. Beide waren nach eigenen Angaben seit Jahren selbst Fans des Genres, sowie von Horrorfilmen, Comics und Schauerromanen, und gründeten das Label mit dem Vorsatz, nationalen und internationalen Bands des Genres eine passende Heimat zu bieten (nicht zuletzt der eigenen Band The Other). Der Begriff „Horrorpunk“ wurde dabei bewusst allgemein gefasst und umfasste neben Horrorpunk- auch Horror-Rock- und Psychobilly-Bands. International wurde Fiend Force von Cargo Records vertrieben.
Als erste Veröffentlichung bot Fiend Force 2003 den vielgelobten (bspw. vom Sonic Seducer) Sampler This Is Horrorpunk, auf dem bereits zahlreiche namhafte Gruppen vertreten waren. Seit Gründung des Labels zeichnete Fiend Force maßgeblich zur Steigerung der Popularität des Horrorpunk in Europa und vor allem in Deutschland mitverantwortlich. 2005 erschien This Is Horrorpunk 2. Bis zum Schluss standen bekannte nationale und internationale Bands bei Fiend Force unter Vertrag.
2005 veranstaltete Fiend Force als Horrorpunk-Festival das Fiendforce Fest (früher Fiend Fest genannt). Dabei beschränkte man sich jedoch nicht auf labeleigene Musikgruppen, sondern engagierte auch populäre Vertreter fremder Plattenfirmen. Das Fiendforce Fest 2009 fand am 25. April 2009 erneut in Solingen statt. Außerdem gab es die Hell Nights Tour, bei der mehrere label-eigene Bands zusammen auf Tour gingen, etwa im Herbst 2008 Blitzkid, The Other, Der Fluch und Zombina and the Skeletones. Nach einigen Abgängen in den beiden Jahren zuvor, wurden 2010 wieder neue, sowohl namhafte Gruppen, als auch Neulinge, unter Vertrag genommen. 2010 verließen The Other das bandeigene Label und unterzeichneten bei SPV, wo im Mai 2010 das Album New Blood veröffentlicht wurde. Dieser Schritt sollte, Wilms zufolge, der Gruppe mehr Möglichkeiten bieten.
Laut Thorsten Wilms machte gerade die Limitierung auf eine bestimmte Musikrichtung den Erfolg von Fiend Force aus. Als Verkaufsschlager galten dabei laut eigenen Angaben The Other, Blitzkid, Rezurex und Nim Vind. Jeweils zwei Lieder dieser vier Bands befinden sich auf dem 2006 veröffentlichten Mini-Sampler Fiendforce Cuts.
Am 26. Mai 2014 gab das Label über seine Facebook-Seite seine Schließung bekannt. 2021 verkündete Wilms die Neugründung von Fiend Force, das fortan von Massacre Records vertrieben wird. Kenntnisse von Vertriebsstrukturen und Promotion sollen auch einer neuen Generation von Horrorpunkbands zugutekommen. Als erste Bands wurden dabei Grand Horror, einem Projekt, das verschiedene Protagonisten der Szene vereinen soll, mit Rod Usher (von The Other), Argyle Goolsby (von Blitzkid) und Flo V. Schwarz (von Pyogenesis), sowie die US-amerikanische Gruppe Darker Days bekannt gegeben.

## Ehemalige Bands
- Blitzkid (bis 2009)
- The Crimson Ghosts (bis 2008)
- Nim Vind (bis 2009)
- The Other (bis 2010)
- Zombie Ghost Train (bis 2009, aufgelöst)
- Banane Metalik
- Bloodsucking Zombies from Outer Space
- The Dead End Guys
- The Deep Eynde
- Frankenstein
- The Fright
- Der Fluch

## Aktuelle Bands
- Darker Days (seit 2021)
- Grand Horror (seit 2021)
- The Other (seit 2021)